# Дајано
Дајано (итал. Daiano) је насеље у Италији у округу Тренто, региону Трентино-Јужни Тирол.
Према процени из 2011. у насељу је живело 674 становника. Насеље се налази на надморској висини од 1196 м.

## Становништво
| 1936. | 1951. | 1961. | 1971. | 1981. | 1991. | 2001. | 2011. |
| ----- | ----- | ----- | ----- | ----- | ----- | ----- | ----- |
| 550   | 593   | 594   | 563   | 581   | 615   | 641   | 692   |